# 小行星2259
小行星2259（2259 Sofievka）是一颗围绕太阳公转的小行星。1971年7月19日，貝拉·A·伯納謝娃在克里米亚发现了此天体。
該小行星以烏克蘭烏曼的索菲耶夫卡公園（Sofievka）命名。
这颗小行星的绝对星等为11.63188274952043等。